# Смолин, Виктор Васильевич
Ви́ктор Васи́льевич Смо́лин (род. 19 октября 1932) — советский и российский дипломат. Чрезвычайный и полномочный посол (1991).
Окончил Московский государственный институт международных отношений (МГИМО) МИД СССР  и Высшую дипломатическую школу МИД СССР.
С 31 декабря 1992 по 3 марта 1994 года — чрезвычайный и полномочный посол Российской Федерации в Колумбии.
Женат, имеет двоих детей.